# هاملت گریگوریان
هاملت واغارشاکی گریگوریان (ارمنی: Համլետ Վաղարշակի Գրիգորյան؛ زادهٔ ۱۷ سپتامبر ۱۹۴۱) یک  سیاستمدار اهل ارمنستان است که از تاریخ ۱۹۹۰ تا تاریخ ۱۹۹۵ سمت نمایندگی دوره اول شورای عالی جمهوری ارمنستان را برعهده داشت.

## زندگی‌نامه
در ۱۷ سپتامبر ۱۹۴۱ در ارمنستان به دنیا آمد . 